# Christoph von Stiebar
Christoph, Freiherr von Stiebar (* 30. Juni 1753 in Wiesenreith; † 26. November 1824 in Krems an der Donau), war Verwaltungsbeamter und zuletzt Kreishauptmann im Erzherzogtum Österreich.
Christoph war der Sohn von Johann Christoph, Freiherr von Stiebar, und der Josepha, geborene Edle von Germetten, verwitwete Freifrau von Wucherer. Sein Vater hatte weitere Geschwister in einflussreicher Stellung:
- Johann Achaz (* 30. April 1755; † 22. Januar 1855 (!)), Propst des Kollegiums der Chorherren zu Eisgarn in Niederösterreich, Prälat und Landstand bischöflicher Rat und Beisitzer des bischöflicher Konsistoriums emeritierter Dechant und Schuldistriktsaufseher des Dekanates Waidhofen an der Thaya  Priester und  Pfarrer zu Eisgarn[1]
- Johann Nepomuk, Domherr in Wien
- Elisabeth († Krems), Stiftsdame
- Johann Joseph, Besitzer der Herrschaft Hausegg (später Stiebar) ständischer Verordneter in Niederösterreich und Patronatsherr der Pfarrei Gresten

Nach seinen Studien trat Christoph von Stiebar in den kaiserlich-königlichen Staatsdienst. Er wurde 1780 zum ersten Kreishauptmann des Innkreises. Danach war er 38 Jahre Kreishauptmann zu Krems im Viertel ober dem Manhartsberg und wurde zuletzt zum kaiserlich-königlichen Regierungsrat ernannt. In dieser Zeit trafen die Napoleonischen Kriege den ihm anvertrauten Kreis. Stiebar galt als human und menschenfreundlich. Er ist im Familiengrab in der Pfarrkirche Allhartsberg begraben.
Er heiratete 1779 die Freiin Barbara von Pockstein-Waffenbach (* 28. Juli 1751), Tochter von Franz Xaver Pockstein-Waffenbach. Das Paar hatte vier Kinder, von denen 3 früh starben, es überlebte:
- Johann Nepomuk (* 22. November 1784; † 3. August 1808), Präsident des Museums Francisco-Carolinum ⚭ Freiin Caroline von Rumerskirch (* 10. Oktober 1782; † 2. November 1843)[4][5]